# Флэш Гордон (фильм, 1980)
«Флэш Гордон» (англ. Flash Gordon) — супергеройская космоопера режиссёра Майка Ходжеса, вышедшая на экраны в 1980 году. Экранизация одноимённого комикса 1930-х годов.
Хотя актёры, играющие главных героев, подписали контракт, по которому вслед за этим фильм должны были быть сняты несколько продолжений, прокат фильма обернулся кассовым провалом, из-за чего все планы на сиквелы были свёрнуты.

## Сюжет
Минг Беспощадный, диктатор планеты Монго, намеревается уничтожить Землю, посылая на неё разрушительное излучение. Игрок в американский футбол, Флэш Гордон и его подруга Арден отправляются на Монго на ракете доктора Заркова, чтобы остановить Минга.

## Факты
- Продюсер Дино де Лаурентис первоначально собирался привлечь к работе над фильмом Федерико Феллини.[6]
- На роль Флэша Гордона пробовался Курт Рассел, а на роль доктора Заркова — Деннис Хоппер.[6]
- Костюм Макса фон Сюдова весил более 30 килограммов, поэтому он мог стоять в нём всего по нескольку минут.[6]
- Все песни к фильму были написаны и исполнены группой Queen. Альбом носил одноименное название и достиг десятой строчки британского хит-парада.
- По мотивам этого фильма снята комедия с эротическим уклоном — «Флэш Гордон встречает космических болельщиц».
- Сэм Джонс как исполнитель роли Флэш Гордона появляется в комедии «Третий лишний» (англ. «Ted») 2012 года.
- Фильм стал дебютом в кино для Робби Колтрейна.

## В ролях
- Сэм Дж. Джонс — Флэш Гордон
- Мелоди Андерсон — Дейл Арден
- Хаим Тополь — доктор Ганс Зарков
- Макс фон Сюдов — Минг Безжалостный
- Орнелла Мути — принцесса Аура
- Тимоти Далтон — принц Барин
- Брайан Блессид — принц Валтан
- Питер Уингард — генерал Клитус
- Марианджела Мелато — генерал Кала
- Кенни Бейкер — карлик
- Робби Колтрейн — человек на аэродроме

## Номинации
- 1981 Премия «Сатурн»
  - Лучший научно-фантастический фильм
  - Лучшая мужская роль второго плана — Макс фон Сюдов
  - Лучшие костюмы — Данило Донати
- 1981 Премия BAFTA
  - Лучшие костюмы — Данило Донати
  - Лучшая оригинальная музыка — Джон Дикон, Брайан Мэй, Фредди Меркьюри, Роджер Тейлор, Говард Блейк
- 1981 Антипремия «Золотая малина»
  - Худшая мужская роль — Сэм Джонс
- 1980 Британская ассоциация кинооператоров
  - Лучшая операторская работа — Гилберт Тейлор